# Kõima (Audru)
Kõima – wieś w Estonii, w prowincji Parnawa, w gminie Audru.
Od roku 1963, kamieniołom który jest operowany w Potsepie (zachodnia część Kõima) ma piasek i żwir. Ten kamieniołom jest też używany do wydarzeń motocrossowych.